# Titian Peale
Titian Ramsay Peale (2 novembre 1799 – 13 marzo 1885) è stato un artista, naturalista, entomologo e fotografo statunitense.
Era il sedicesimo e ultimo dei figli del celebre naturalista statunitense Charles Willson Peale.

## Biografia
Peale si interessò per la prima volta allo studio della storia naturale mentre assisteva il padre nel corso di molte escursioni in cerca di campioni per il museo di famiglia, il Peale Museum. In seguito la famiglia si trasferì a Germantown, in Pennsylvania, alla periferia di Filadelfia, dove Titian iniziò a collezionare e disegnare farfalle e altri insetti. Come i fratelli maggiori, aiutò il padre nella conservazione dei reperti del museo, che comprendeva donazioni da parte di George Washington e Thomas Jefferson, e campioni raccolti durante la spedizione di Lewis e Clark.
I suoi disegni vennero pubblicati su American Entomology di Thomas Say già nel 1816, e ben presto venne eletto membro dell'Accademia di Scienze Naturali. Nel 1817 Peale prese parte a una spedizione organizzata dalla stessa Accademia in Florida e Georgia, assieme a Thomas Say, George Ord e William Maclure. Nel 1819 seguì Say in una spedizione sulle Montagne Rocciose guidata da Stephen Harriman Long. La collezione presentata al termine della spedizione all'Accademia di Scienze Naturali di Filadelfia comprende 122 disegni di Peale. Lui stesso acquistò un esemplare di tacchino selvatico per la collezione del museo di famiglia.
In seguitò Peale fece delle illustrazioni per American Entomology di Say (1824-28) e American Ornithology di Carlo Luciano Bonaparte (1825-33). Per conto di quest'ultimo, intraprese anche una spedizione per raccogliere campioni in Florida.
Nel 1831, Peale pubblicò un opuscolo noto come Circular of the Philadelphia Museum: Containing Direction for the preservation and preparation of objects of natural history. Il Peale Museum, intanto, continuava a ottenere una reputazione a livello mondiale. Peale sviluppò un metodo efficace per preservare le farfalle in scatole sigillate chiuse davanti e dietro da lastre di vetro. Grazie a questo metodo, parte della sua collezione si è ottimamente conservata fino ai nostri giorni. La sua minuziosa collezione di oltre 100 specie diverse di farfalle è stata spesso elogiata per la brillantezza e la luminosità dei colori degli insetti.
Nel 1838, due anni dopo che Charles Darwin era ritornato dal suo viaggio sulla Beagle, Peale lasciò i suoi lavori al museo per imbarcarsi sulla Peacock, come naturalista-capo della United States Exploring Expedition (1838-1842) guidata dal Tenente Charles Wilkes. Come naturalista, raccolse e conservò vari campioni di storia naturale, che vennero spediti in gran parte al Peale Museum. Il rapporto post-spedizione stilato da Peale, Mammalia and Ornithology (1848), non venne però pubblicato a causa delle opposizioni di Wilkes e John Cassin. Cassin venne incaricato di dare alle stampe un volume ritenuto più adatto, che venne pubblicato nel 1858. Durante la spedizione, Wilkes battezzò il passaggio tra due isole del Puget Sound Passaggio di Peale.
Il 1º maggio 1843 problemi finanziari costrinsero Peale a chiudere il museo. Peale, allora, trovò impiego presso l'Ufficio Brevetti e divenne un pioniere della fotografia.